# Denumire comercială
Prin denumire comercială se înlege numele sub care un produs este comercializat. Acesta poate diferi total sau parțial de denumirea științifică pe care o are un produs.

## În domeniul produselor medicamentoase
Un produs medicametos poate avea o multitudine de denumiri comerciale în funcție de numărul pruducătorilor și de dorința acestora de a denumi un produs. Substanța activă este aceea care descrie compoziția calitativă a unui medicament.
Exemple :
| Denumirea Comercială Internațională | Alte Denumiri                        |
| ----------------------------------- | ------------------------------------ |
| Ranitidinium                        | Arnetin, Zantac, Ranitidina          |
| Farmotidina                         | Farmotidin, Quamatel                 |
| Omeprazolum                         | Losec, Novogast, Omeran, Omez, Ultop |
| Pantoprazolum                       | Zancopan, Nolpaza, Controloc         |
| Domperidonum                        | Domstal, Motilium                    |
| Metroclopramidium                   | Metroclopramid, Premosan, Cerucal    |
| Acidum Ursodeoxycholicum            | Ursofalk                             |
| Argininum                           | Arginina-Sorbitol                    |